# Реадовский парк
Реадовский парк — благоустроенная зона отдыха в Ленинском районе города Смоленска на склонах реки Ясенной.

## История создания
Название произошло от фамилии смоленских дворян Реадов, которые имели здесь, на правом берегу реки Ясенной, в окружении перелесков и садов, загородную усадьбу — сельцо Беляново, от которого в город вела дорога, переходящая в улицу, которая называлась Реадовской. Семья Реады — старинный дворянский род, начало которому в России было положено выходцем из Шотландии.
До 1960 года здесь находилось хозяйство «Зеленстрой». На его территории размещался фруктовый сад, школы саженцев ясеня, клёна, липы, тополей и других древесных пород. Рощи и аллеи с деревьями в основном молодого и среднего возраста. В парке расположены родник и пруд для массового купания горожан. Зимой лесопарк активно используется для катания на лыжах, а летом в парке преобладает велоспорт.
Посадки деревьев проводили в парке в начале 1960-х годов. Высажены ясень, каштан, клён. Заметно меньше лип, лиственниц, берёз. Из кустарников преобладает жёлтые акации. Высажены также жимолость, пузыреплодник и некоторые другие виды кустарников. Посадки сделаны чаще в виде аллей и в шахматном порядке. Кустарники посажены в основном в оврагах. В настоящее время в парке насчитывается более 30 видов деревьев и кустарников. Очень мало хвойных пород. Между аллеями много яблонь. На севере лесопарка преобладают клёны, берёзы, ясень, яблони, тополя и липы.

## Достопримечательности
25 Сентября 1970 года в центральной части парка, в память о погибших на Смоленской земле в годы Великой Отечественной войны воинах Советской армии, партизанах и подпольщиках был воздвигнут Курган Бессмертия. Над курганом расположена 11-метровая стела в виде раскрытой книги, а в нижней части выполнен барельеф по проекту скульптора В. Я. Меньшова, где изображены фигуры воинов-освободителей, партизана, подростка, женщины с ребёнком и знамёна. Рядом расположена братская могила жертв фашистского террора, где установлен памятник-надгробие «Скорбящая мать», склоняющаяся к вечному огню.

## Трассы для маунтинбайка
В Реадовском парке созданы трассы для дисциплин велосипедного спорта: кросс-кантри и эндуро. Перепады высот в парке достигают 40 метров, протяжённость трасс: 2—3 километра для детей и начинающих; 5—6 километров для кросс-кантрийного круга с максимальной сложностью технических секций; 10 километров для скоростной трассы, пригодной для проведения веломарафонов. Для проведения эндуро возможно использование 6—8 независимых участков, причём большая часть из них может начинаться из одной точки.
Начиная с 2008 года энтузиастами создано более 50 технических секций общей протяжённостью 11 км, а также два памп-трека. Самые известные из секций — Американские горки, Швейцария, Египет, Филигранный трейл, Слалом, Бобслей, Реликтовый спуск.
В юго-восточной части парка находится карьер с дёртовыми трамплинами и линиями для фрирайда.
Трассы регулярно используются для проведения соревнований как местного, так и международного значения. 

## Велодорожки
В 2013 году в Реадовском парке появились первые в Смоленске велосипедные дорожки. Для их создания были выделены две центральные аллеи, а также размечена внешняя сторона кольца вокруг Кургана.

## Лыжные трассы
В зимнее время Реадовский парк пользуется популярностью у любителей лыжного спорта. Доступны равнинная 2-километровая трасса, 3-километровый рельефный круг, а также полный круг протяжённостью 5 километров, возможные к использованию без специального снаряжения только в светлое время суток ввиду отсутствия освещения.

## Прокаты
В окрестностях парка работают три проката спортивного инвентаря, предоставляющие велосипеды, роликовые коньки, лыжи.

## Спортивное ориентирование
Реадовский парк активно используется для проведения тренировок и соревнований по спортивному ориентированию, а также спортивной радиопеленгации.